# Jana Henke
Pour les articles homonymes, voir Henke.
Jana Henke, née le 1er octobre 1973 à Löbau, est une nageuse allemande.

## Palmarès
- Jeux olympiques
  - Barcelone 1992
    -  Médaille de bronze sur 800 mètres nage libre

- Championnats du monde
  - Perth 1991
    -  Médaille de bronze sur 800 mètres nage libre

  - Barcelone 2003
    -  Médaille de bronze sur 1 500 mètres nage libre

- Championnats d'Europe
  - Athènes 1991
    -  Médaille d'argent sur 800 mètres nage libre

  - Sheffield 1993
    -  Médaille d'or sur 800 mètres nage libre

  - Vienne 1995
    -  Médaille d'argent sur 800 mètres nage libre

  - Séville 1997
    -  Médaille de bronze sur 800 mètres nage libre

  - Istanbul 1999
    -  Médaille de bronze sur 800 mètres nage libre

  - Berlin 2002
    -  Médaille d'or sur 800 mètres nage libre